# Shuangmiaosaurus gilmorei
Lo shuangmiaosauro (Shuangmiaosaurus gilmorei) è un dinosauro erbivoro appartenente agli ornitopodi. Visse alla fine del Cretaceo inferiore (Albiano, circa 105 milioni di anni fa) e i suoi resti fossili sono stati ritrovati in Cina. È considerato molto vicino all'origine dei dinosauri a becco d'anatra.

## Descrizione
Questo dinosauro è noto per alcuni resti parziali del cranio (mascella, mandibola, parte della premascella e dell'osso lacrimale). I resti, dal confronto con quelli di animali simili più conosciuti, sono sufficienti a ricostruire un erbivoro di grosse dimensioni: si suppone che Shuangmiaosaurus fosse un animale semibipede lungo circa 7,5 metri, e pesante forse 2,5 tonnellate (Paul, 2010). Come molti appartenenti al gruppo degli iguanodonti, Shuangmiaosaurus doveva possedere un corpo massiccio e lunghe e potenti zampe posteriori. Il cranio doveva essere relativamente allungato e dotato di un becco largo.

## Classificazione
I resti di Shuangmiaosaurus provengono dalla formazione Sunjiawan (regione del Liaoning), ritenuta in precedenza di epoca tardo-cretacea (Cenomaniano/Turoniano) ma poi attribuita a livelli un po' più antichi (Albiano). I fossili sono stati descritti per la prima volta nel 2003, e sono stati attribuiti a un rappresentante degli iguanodonti adrosauroidi, ovvero quel gruppo di dinosauri ornitopodi dai quali si sono originati i dinosauri a becco d'anatra. Secondo lo studio originale (You et al., 2003), le caratteristiche craniche di Shuangmiaosaurus lo porrebbero molto vicino all'origine di questi animali (ad esempio il tipo di sutura tra la mascella e lo jugale). Tuttavia Shuangmiaosaurus risulterebbe sprovvisto di alcuni caratteri esclusivi degli adrosauri veri e propri (sinapomorfie), come le corone dentali a forma di diamante. Altri studi, tuttavia, sosterrebbero una posizione più basale all'interno degli iguanodonti (Norman, 2004).

## Significato del nome
Il nome Shuangmiaosaurus deriva dal villaggio di Shuangmiao (Beipiao, provincia di Liaoning), nei pressi del quale sono stati ritrovati i fossili. L'epiteto specifico, gilmorei, è in onore del paleontologo americano Charles Whitney Gilmore, che studiò i primi esemplari noti di adrosauroidi (ad esempio Bactrosaurus).